# ضريح حضرة بال
ضريح حضرة بال، المعروف شعبيا باسم دارجاه شريف (ويعني: الضريح الشريف)، هو ضريح ومسجد صوفي، يقع في منطقة حضرة بال في سري نكر، في إقليم اتحاد جامو وكشمير، في الهند. يحتوي الموقع على قطعة أثرية تدعى "مواى-إي-مقدس" والتي يُعتقد أنها شعر النبي محمد. يقع على الضفة الشمالية لبحيرة دال في سري نكر، ويعتبر أقدس مزار إسلامي في كشمير.

## علم أصول الكلمات
اسم الضريح هو مزيج من الكلمة العربية حضرة والكلمة الكشميرية "بال" (تترجم حرفيا. مكان).

## التاريخ

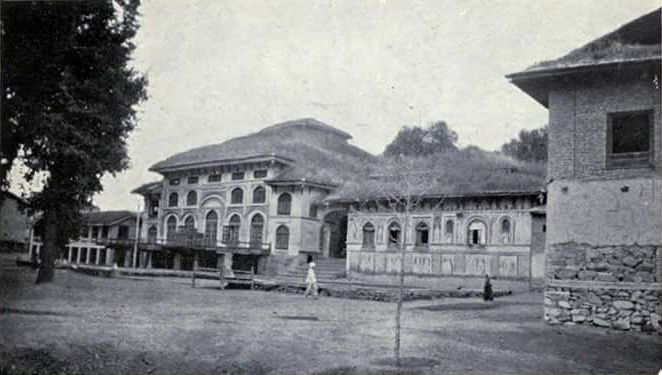
ضريح حضرة بال عام 1917

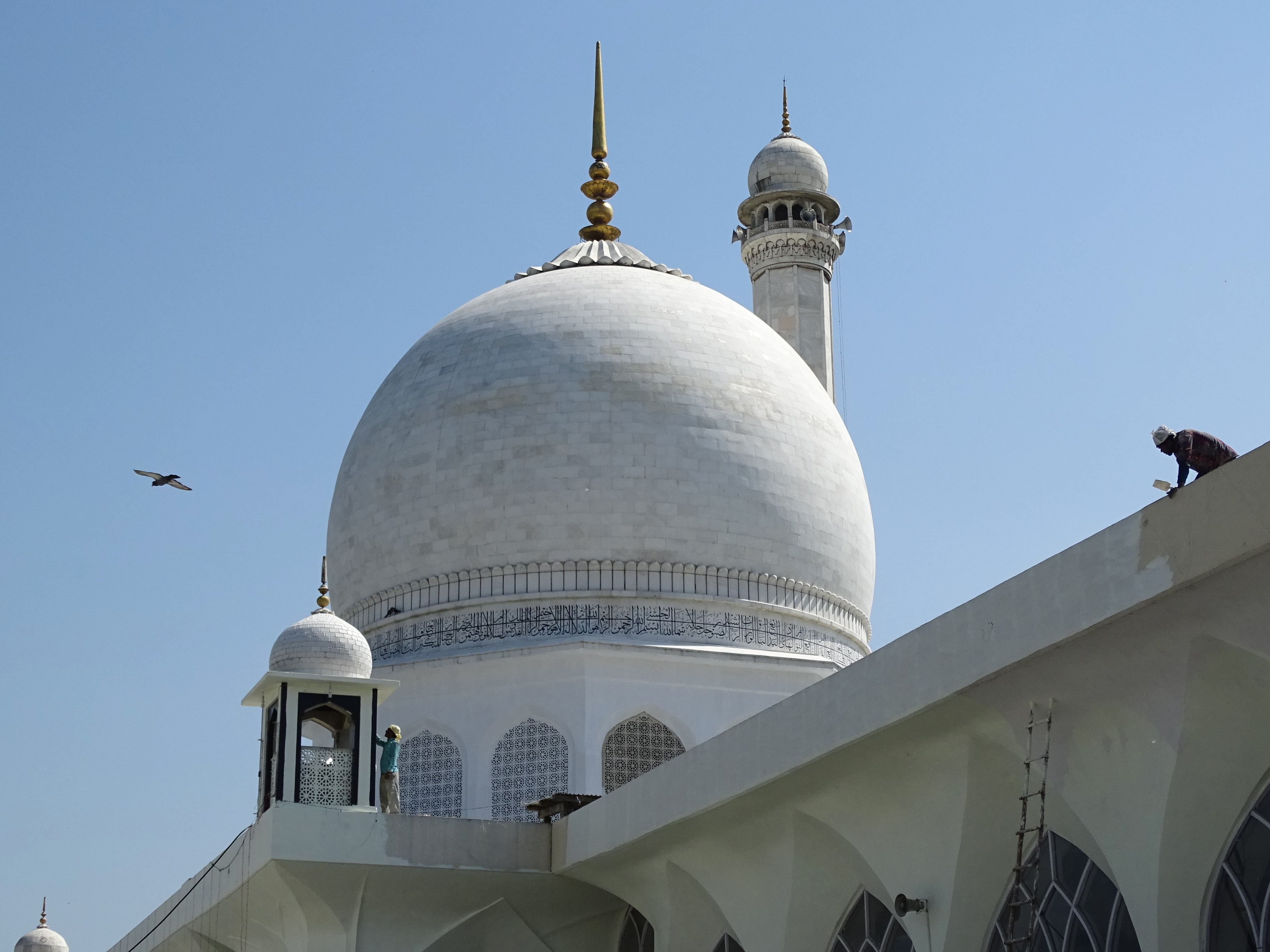
أُضيفَت القبة والمئذنة إلى المبنى أثناء إعادة بنائه في سبعينيات القرن العشرين

أُنشئَ ضريح حضرة بال على يد عناية بيجوم، ابنة خواجة نور الدين إيشاي وحارسة الآثار. بُني المبنى الأول للضريح في القرن السابع عشر على يد القائد المغولي صادق خان في عهد الإمبراطور شاه جهان. كان يُطلق عليه في البداية اسم عشرت جهان. أمر شاه جهان بتحويل المبنى إلى قاعة للصلاة في عام 1634. بدأ بناء الهيكل الحالي في عام 1968 واستغرق 11 عامًا حتى اكتمل وانتهى في عام 1979.
جُلبَت هذه الآثار لأول مرة إلى كشمير على يد سيد عبد الله مدني، وهو من نسل النبي محمد وقد غادر المدينة المنورة واستقر في مدينة بيجابور في جنوب الهند في عام 1635، في وقت كانت فيه سلطنة مغول الهند الإسلامية تتوسع بسرعة في جميع أنحاء الهند.
وبعد وفاة عبد الله، ورث ابنه سيد حميد هذه الآثار. وقد غزت سلطنة مغول الهند المنطقة بعد فترة وجيزة، وجُرد حميد من ممتلكات عائلته. ولما وجد نفسه غير قادر على رعاية الآثار، سلمها إلى خواجة نور الدين إيشاي، وهو رجل أعمال كشميري ثري.

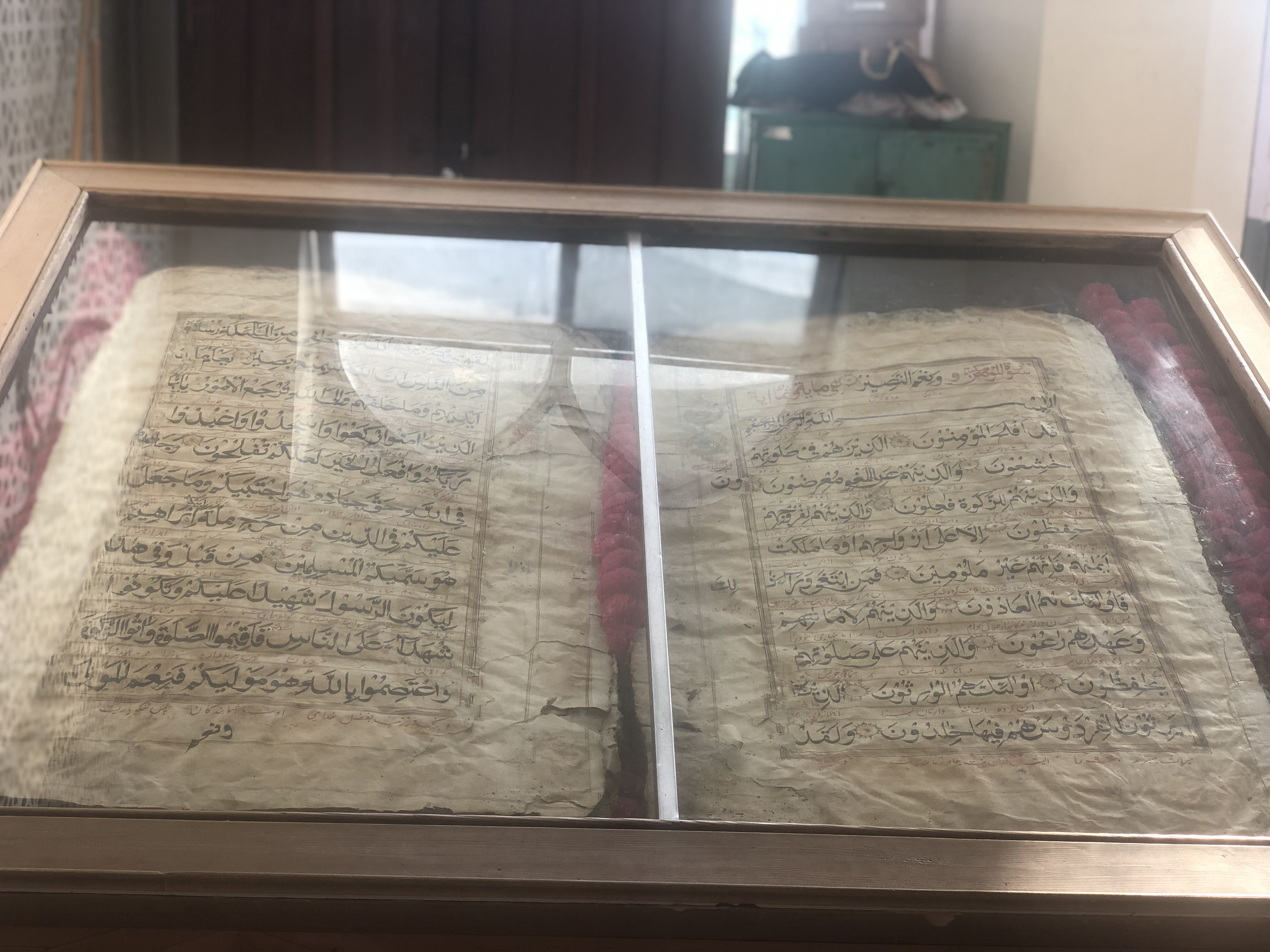
نسخة من القرآن الكريم كتبها السلطان المغولي أورنجزيب في ضريح حضرة بال.

وعندما علم السلطان المغولي أورنجزيب بوجودها ونقلها، أمر بمصادرتها وإرسالها إلى ضريح الصوفي معين الدين الجشتي في أجمر، وسجن إيشاي في دلهي. وبعد تسعة أيام رأى أورنجزيب في منامه النبي محمد مع علي. وفي الحلم، أمره النبي محمد بإرسال الموحدين من أجمر إلى كشمير. ثم أعادها أورنجزيب إلى إيشاي وسمح له بأخذها إلى كشمير. لكن إيشاي كان قد مات بالفعل أثناء سجنه. بحلول عام 1700 م، نُقلَت الآثار إلى كشمير، إلى جانب جسد إيشاي. هناك، أصبحت عناية بيجوم، ابنة إيشاي، حارسة الآثار وأنشأت ضريح حضرة بال. ومنذ ذلك الحين، أصبح أحفادها الذكور مسؤولين عن رعاية الآثار في المسجد. ينتمي أحفاد بيجوم الذكور إلى ما يعرف بعائلة بانداي. اعتبارًا من 2019، ثلاثة أعضاء رئيسين يهتمون بالآثار: منظور أحمد بانداي، وإسحاق بانداي، ومحي الدين بانداي. تُعرض الآثار للجمهور فقط في المناسبات الإسلامية الخاصة، مثل المولد النبوي.

### حلقة اختفاء الآثار عام 1963
وقد وردت أنباء عن اختفاء الآثار المقدسة من المرقد في 27 كانون الأول 1963. وفي أعقاب اختفائها، اندلعت مظاهرات حاشدة في جميع أنحاء الولاية، وخرج مئات الآلاف من المتظاهرين إلى الشوارع.[بحاجة لمصدر] في 31 كانون الأول، ألقى رئيس الوزراء الهندي جواهر لال نهرو بيانًا إلى الأمة بشأن اختفاء الآثار، وأرسل فريقًا من مكتب التحقيقات المركزي إلى جامو وكشمير للتحقيق في السرقة المشتبه بها. تم استردادها من السلطات الهندية في 4 كانون الثاني 1964، حيث حثهم على ذلك السيد ميرك شاه كاشاني وآخرون. قال شاه كاشاني أنه رأى هذه الآثار عدة مرات ويمكنه التعرف عليها بسهولة. وبعد تحديد شكلها من القائمين عليها والتحقيقات الأخرى التي أجرتها حكومة جامو وكشمير (القانون والنظام)، يقول فريق التعريف الخاص إن صحتها أصلية بالفعل.
أقيم عرض عام للآثار في 6 شباط 1964 تخليدًا لذكرى علي بن أبي طالب.
وقد أدى الحادث إلى توترات طائفية وأعمال شغب في ولاية البنغال الغربية الهندية وشرق باكستان (بنغلاديش حاليًا)، مما أدى إلى تدفق اللاجئين إلى الهند بما يقرب من 200 ألف شخص بين كانون الأول 1963 وشباط 1964.
وطالب البعض بتحديد هوية السارقين رسميًّا. وقد اتُهم زعماء سياسيون بسرقة الشعر حتى يتمكنوا لاحقًا من الوصول إلى السلطة من خلال الحصول على الفضل في استعادته.

## معرض الصور

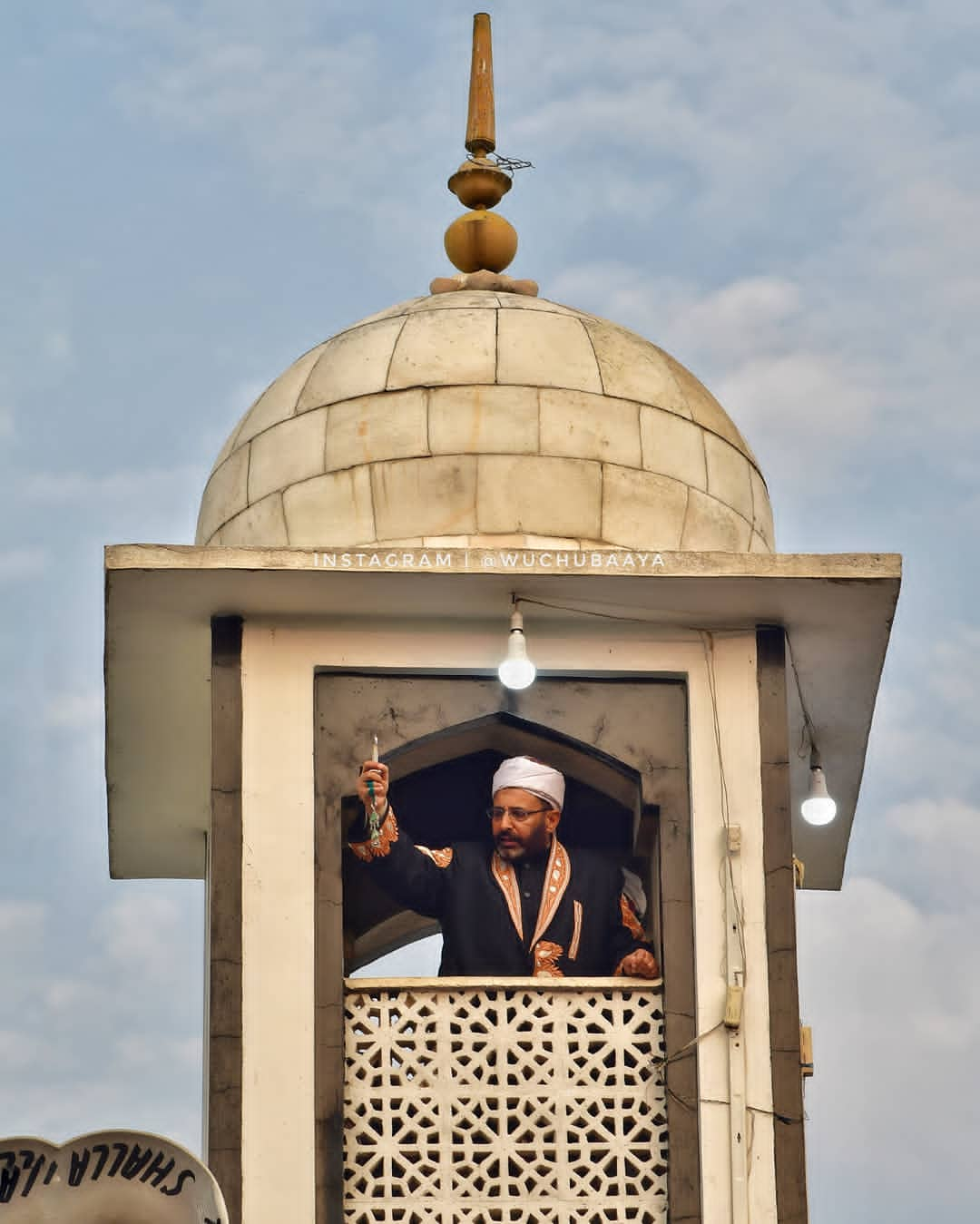
رئيس رجال الدين يعرض الشعر في المولد النبوي الشريف عام 2018 م
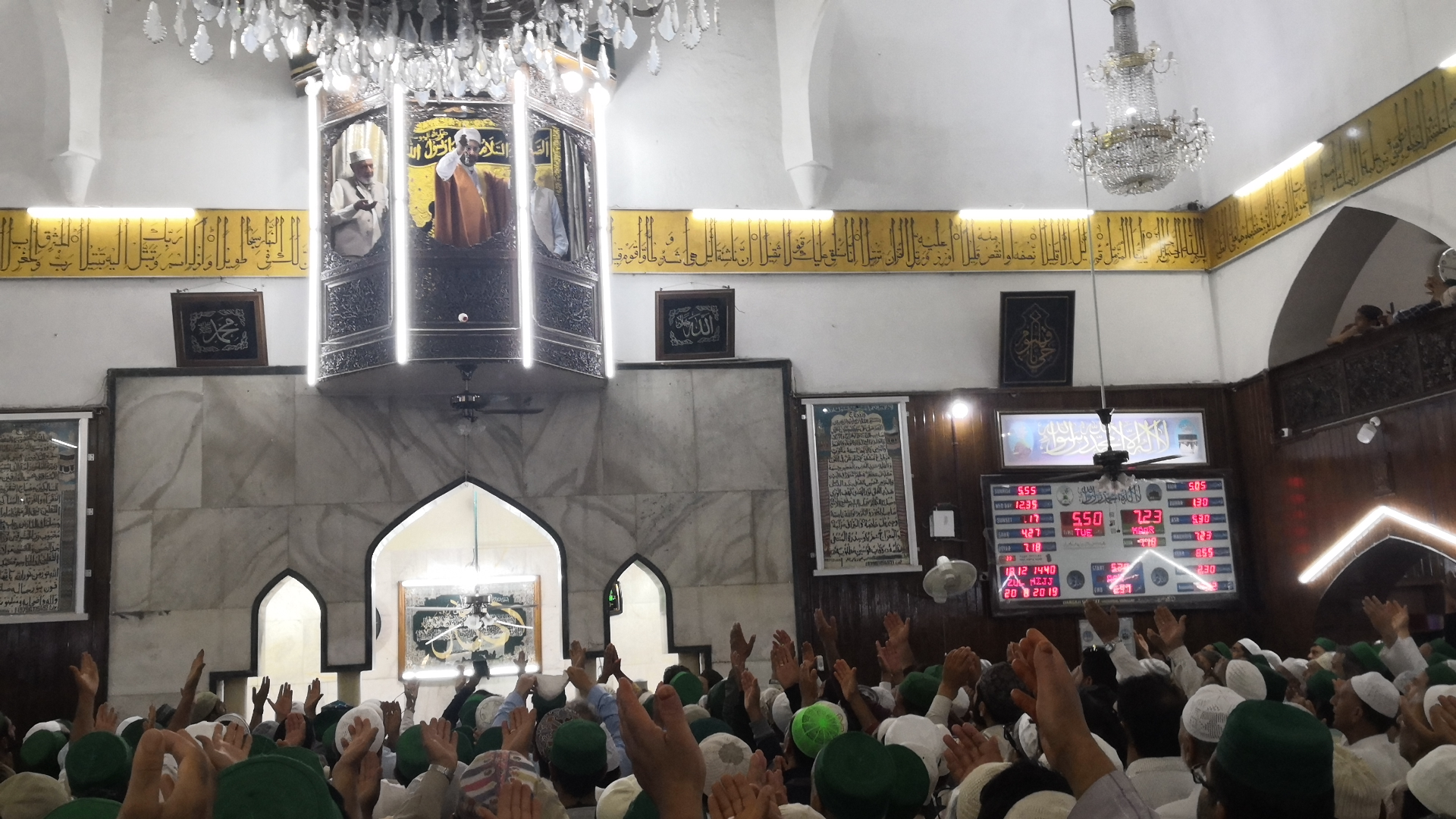
رئيس رجال الدين يعرض الآثار داخل المسجد عام 2019 م
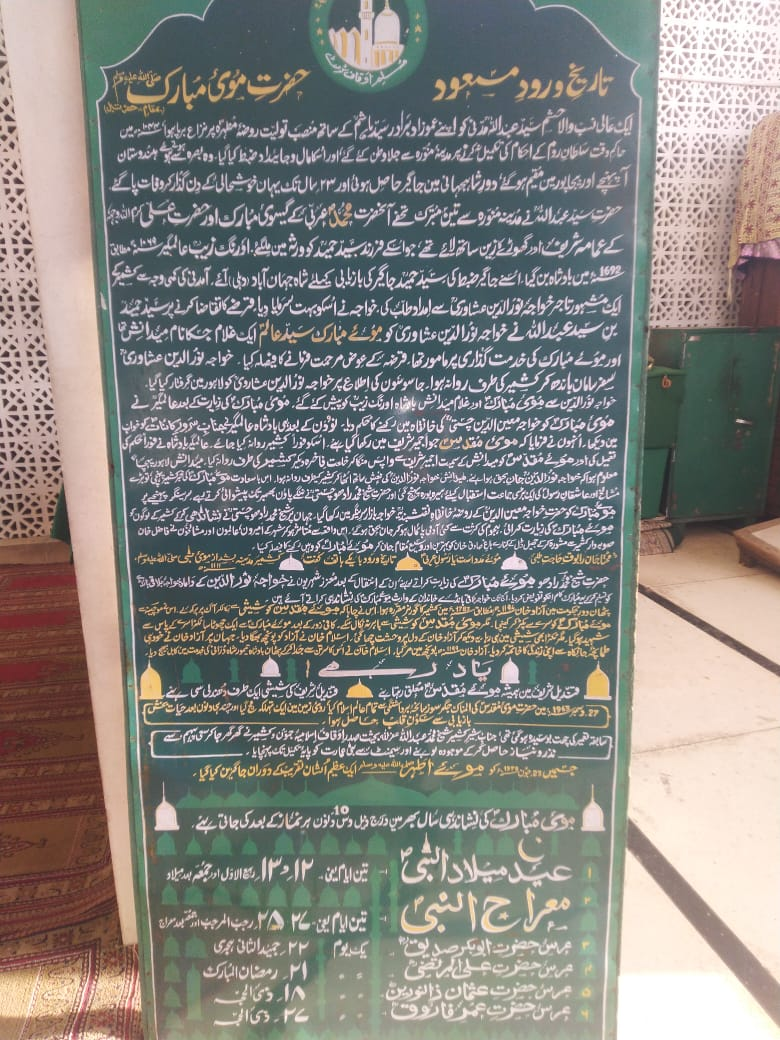
تاريخ المواقيت في مرقد حضرة بلال
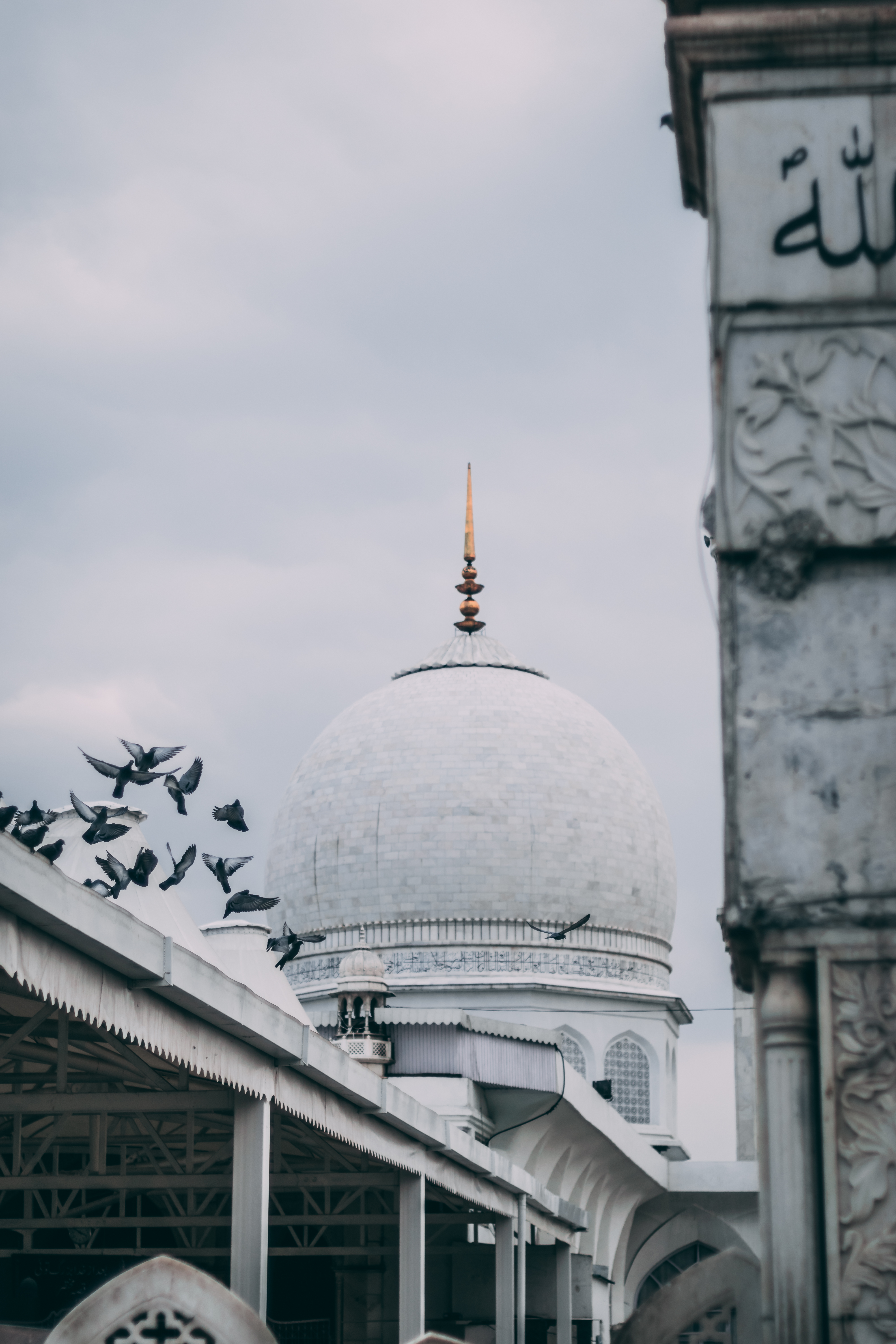
منظر القبة من البوابة الشمالية

## طالع أيضًا
- الإسلام في الهند
- قائمة المساجد في الهند